# Saison 1 de C'est pas moi !
Chronologie
Saison 2
Cet article présente les épisodes de la première saison de la série télévisée américaine C'est pas moi ! (I Didn't Do It).

## Distribution de la saison

### Acteurs principaux
- Olivia Holt (VFB : Claire Tefnin) : Lindy Watson
- Austin North (VFB : Gauthier de Fauconval) : Logan Watson
- Piper Curda (VFB : Delphine Moriau) : Jasmine Kang
- Peyton Clark (VFB : Alexandre Crépet) : Garrett Spenger
- Sarah Gilman (VFB : Delphine Chauvier) : Delia Delfano

## Diffusion
- Aux États-Unis, elle a été diffusée le 17 janvier 2014 en avant-première et officiellement le 26 janvier 2014 sur Disney Channel.
- En France, en Suisse et en Belgique, elle est diffusée depuis le 22 avril 2014 sur Disney Channel en avant-première et à partir du 14 mai 2014.

## Épisodes

### Épisode 1:Une soirée épique
- États-Unis : 17 janvier 2014 sur Disney Channel
- France,  Suisse,  Belgique : 22 avril 2014 en avant-première sur Disney Channel

- États-Unis : 3,889 millions de téléspectateurs[1]

### Épisode 2:La caserne de pompier Freddy Spaghetti
- États-Unis : 26 janvier 2014 sur Disney Channel
- France,  Suisse,  Belgique : 21 mai 2014 sur Disney Channel France

- États-Unis : 2,44 millions de téléspectateurs[2]

### Épisode 3:Le nouveau de la bande
- États-Unis : 9 février 2014 sur Disney Channel
- France,  Suisse,  Belgique : 14 mai 2014 sur Disney Channel France

- États-Unis : 2,46 millions de téléspectateurs[3]

### Épisode 4:Lettre à moi-même!
- États-Unis : 16 février 2014 sur Disney Channel
- France,  Suisse,  Belgique : 14 mai 2014 sur Disney Channel France

- États-Unis : 2,884 millions de téléspectateurs[4]

### Épisode 5:Mangez des légumes
- États-Unis : 9 mars 2014 sur Disney Channel
- France,  Suisse,  Belgique : 4 juin 2014 sur Disney Channel France

- États-Unis : 1,864 million de téléspectateurs[5]

### Épisode 6:Lindy-Licieux
- États-Unis : 16 mars 2014 sur Disney Channel
- France,  Suisse,  Belgique : 28 mai 2014 sur Disney Channel France

- États-Unis : 1,778 million de téléspectateurs[6]

### Épisode 7:Un week-end à la montagne
- États-Unis : 6 avril 2014 sur Disney Channel
- France,  Suisse,  Belgique : 2014 sur Disney Channel France

- États-Unis : 2,262 millions de téléspectateurs[7]

### Épisode 8:La fièvre du samedi soir
- États-Unis : 13 avril 2014 sur Disney Channel
- France,  Suisse,  Belgique : 11 juin 2014 sur Disney Channel France

- États-Unis : 1,836 million de téléspectateurs[8]

Peyton Roi List : Sherri

### Épisode 9:Le secret de Néfertiti
- États-Unis : 4 mai 2014 sur Disney Channel
- France,  Suisse,  Belgique : 6 septembre 2014 sur Disney Channel France

- États-Unis : 1,469 million de téléspectateurs[9]

### Épisode 10:La niche de la Maison-Blanche
- États-Unis : 22 juin 2014 sur Disney Channel
- France,  Suisse,  Belgique : 13 septembre 2014 sur Disney Channel France

- États-Unis : 2,711 millions de téléspectateurs[10]

### Épisode 11:La vie sans téléphone
- États-Unis : 29 juin 2014 sur Disney Channel
- France,  Suisse,  Belgique : 20 septembre 2014 sur Disney Channel France

- États-Unis : 1,763 million de téléspectateurs[11]

### Épisode 12:Des jumeaux à la jumelle
- États-Unis : 13 juillet 2014 sur Disney Channel
- France,  Suisse,  Belgique : 27 septembre 2014 sur Disney Channel France

- États-Unis : 2,03 millions de téléspectateurs[12]

### Épisode 13:Un petit ami venu d'ailleurs
- États-Unis : 27 juillet 2014 sur Disney Channel
- France,  Suisse,  Belgique : 25 octobre 2014 sur Disney Channel France

### Épisode 14:Lindy sait tout
- États-Unis : 10 août 2014 sur Disney Channel
- France,  Suisse,  Belgique : 4 octobre 2014 sur Disney Channel France

### Épisode 15:Autographe
- États-Unis : 24 août 2014 sur Disney Channel
- France,  Suisse,  Belgique : 1er novembre 2014 sur Disney Channel France

### Épisode 16:La course de charité
- États-Unis : 21 septembre 2014 sur Disney Channel
- France,  Suisse,  Belgique : 11 octobre 2014 sur Disney Channel France

### Épisode 17:La fin du monde
- États-Unis : 28 septembre 2014 sur Disney Channel
- France,  Suisse,  Belgique : 8 novembre 2014 sur Disney Channel France

- États-Unis : 1,97 million de téléspectateurs

### Épisode 18:La magie d'Halloween
- États-Unis : 5 octobre 2014 sur Disney Channel
- France,  Suisse,  Belgique : 18 octobre 2014 sur Disney Channel France

- États-Unis : 2,3 millions de téléspectateurs

### Épisode 19:Le voleur de bicyclette
- États-Unis : 2 novembre 2014 sur Disney Channel
- France,  Suisse,  Belgique : 15 novembre 2014 sur Disney Channel France

- États-Unis : 1,84 million de téléspectateurs

### Épisode 20:Joyeux Noël, Lindy
- États-Unis : 7 décembre 2014 sur Disney Channel
- France,  Suisse,  Belgique : 13 décembre 2014 sur Disney Channel France